# Kapanga (djur)
Kapanga är ett släkte av spindlar som ingår i familjen panflöjtsspindlar.
Arter inom släktet enligt Catalogue of Life::
- Kapanga alta
- Kapanga festiva
- Kapanga grana
- Kapanga hickmani
- Kapanga isulata
- Kapanga luana
- Kapanga mana
- Kapanga manga
- Kapanga solitaria
- Kapanga wiltoni